# Харфух, Коринна
Коринна Харфух (нем. Corinna Harfouch, род. 16 октября 1954) — немецкая актриса.

## Биография
Родилась в городе Зуль, Тюрингия, в семье учителя. После учёбы на медсестру в 1976 году приступила к учёбе на инженера текстильной промышленности в Техническом университете Дрездена. С 1978 по 1981 год училась на актёрском факультете Академии драматических искусств «Эрнст Буш» в Берлине. Ещё во время учёбы играла в театре.
Свою первую главную роль в кино исполнила в 1988 году в фильме «Актриса» о театральной актрисе, которая в период национал-социализма выдавала себя за еврейку, чтобы не потерять возлюбленного. В том же году снялась в дуэте с Германом Байером в фильме Михаэля Гвисдека «Встреча в Траверсе» в роли жены революционера. Её дети Йоханнес и Роберт сыграли в фильме двух деревенских мальчишек. За обе роли она получила несколько призов.
Снималась также в таких фильмах, как «Достучаться до небес» (1997), «Дьявол и госпожа Д» (1999), «Бункер» (2004), «Парфюмер: История одного убийцы» (2006) и «Берлин зовёт» (2008).
В 1997 году немецкими театральными критиками была выбрана «Актрисой года». Член жюри Берлинского международного кинофестиваля в 1994 году.
Первым супругом актрисы был программист сирийского происхождения Набиль Харфух, от которого она родила дочь. В 1985 году вышла замуж за актёра и режиссёра Михаэля Гвиздека, ставшего отцом её двух сыновей. Второй брак продлился до развода в 2007 году.

## Награды
- Кинофестиваль в Карловых Варах 2019 — «Лучшая женская роль» («Лара»)
- Берлинский кинофестиваль 1993 — «Почетный приз Berlinale Camera Award»[5]
- Кинофестиваль в Карловых Варах 1988 — «Лучшая женская роль» («Маленький прокурор»)[6]